# 三田演説館

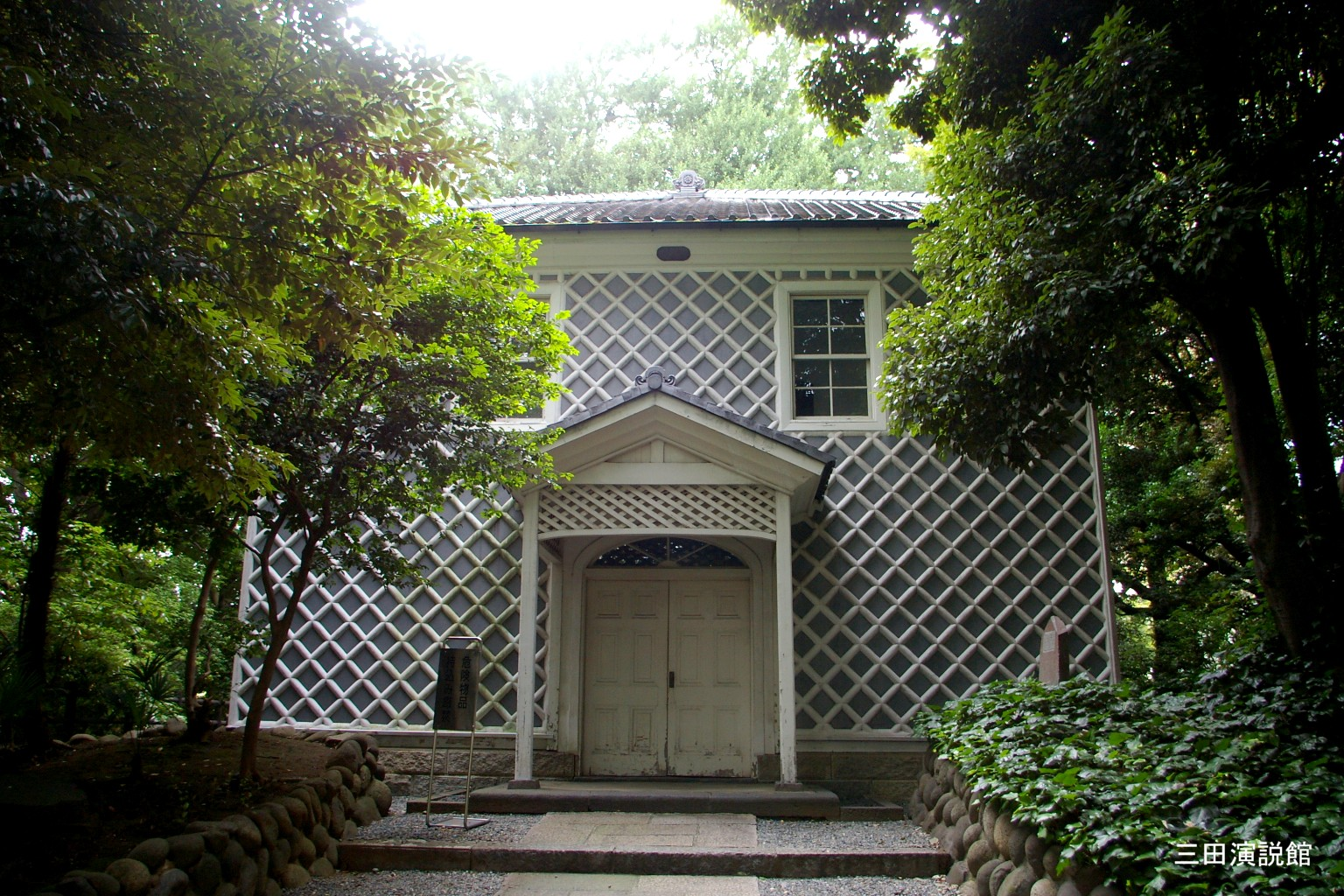
三田演説館

三田演説館（日语：みたえんぜつかん）是日本東京都港區三田慶應義塾大學三田校區的一座演說講堂。該建築也是現慶應義塾唯一一座在福澤諭吉生前修建的建築，也是日本的重要文化財指定建造物。三田演說館修建於1875年5月1日。

## 外部連結
- 三田演説会：[慶應義塾]
- [ステンドグラス] 三田演説会の歴史 （页面存档备份，存于）

35°38′53.9″N 139°44′32.2″E / 35.648306°N 139.742278°E